# Сауд Аль-Хатер
Сауд Аль-Хатер (араб. سعود مبارك الخاطر; нар. 9 квітня 1991, Катар) — катарський футболіст, воротар «Аль-Вакри».

## Клубна кар'єра
Вихованець «Аль-Вакри», у футболці якого й розпочав дорослу футбольну кар'єру. У 2013 році перебрався до «Аль-Джаїша». У 2017 році було прийнято рішення про злиття «Лехвії» з клубом «Аль-Джеїш» в «Ад-Духаїль», Сауд став одним з гравців, які перейшли до новоствореного клубу. Проте «Ад-Духаїль» віддав його спочатку в оренду в «Ер-Раян», у сезоні 2018 року — до «Ас-Сайлію», а в сезоні 2019 років — до клубу «Аль-Вакри».

## Кар'єра в збірній
У футболці національної збірної Катару дебютував 21 грудня 2013 року в нічийному (1:1) товариському домашньому поєдинку проти Бахрейну. Сауд вийшов на поле в стартовому складі та відіграв увесь матч. Загалом провів 5 поєдинків у складі національної команди. Востаннє одягав футболку збірної Катару 7 січня 2014 року в переможному (2:0) домашньому поєдинку чемпіонату Західної Азії проти Йорданії. Аль-Хатер вийшов на поле в стартовому складі та відіграв увесь матч.

## Титули і досягнення
- Володар Кубка зірок Катару (1): 2011-12
- Володар Кубка наслідного принца Катару (3): 2014, 2016, 2024